# Binyamina
Binyamina (en hébreu: בינימינה) est un village du nord-ouest d'Israël dans le district de Haïfa, près de la Méditerranée, entre Netanya au sud et Haïfa au nord. Le site archéologique de la ville antique de Césarée est à l'ouest de la ville.
Binyamina a été fondée en 1922 et nommée en l'honneur du baron Edmond James "Binyamin" de Rothschild (1845-1934), philanthrope et soutien de l'installation de Juifs en Palestine.
Elle est réputée pour sa production de vin et de miel. C'est également le lieu de naissance de Ehud Olmert, et Ehud Manor y est né. 
Dans la première année de la seconde Intifada, le 16 juillet 2001, un attentat-suicide est commis à Binyamina, faisant 2 morts et 11 blessés.

## Lieux et monuments
- Le Parc Jabotinsky s'y trouve. Il comprend notamment une aire de loisirs pour les familles, ainsi qu'une ancienne forteresse ottomane implantée dans d'anciens thermes romains. Plusieurs musées y sont aménagés, dont un consacré au sculpteur franco-israélien Achiam.
- Le théâtre romain à Shuni[1].